# Edmund I.
Edmund I. (cca 921 – 26. květen 946) byl anglickým králem od roku 939 až do své smrti. Byl synem Eduarda I. a nevlastní bratr Ethelstana.

## Anglický král
Ethelstan zemřel 27. října 939 a jeho následníkem se stal Edmund. Krátce po svém nástupu na trůn musel řešit několik vojenských sporů. Král Dublinu Olaf I. obsadil Northumbrii a napadl Midlands. Když Olaf roku 942 zemřel, získal Edmund Midlands zpět.
Roku 943 se stal kmotrem krále Yorku Olafa. Roku 944 se mu podařilo dobýt zpět Northumbrii a v tom samém roce byl jeho spojenec Olaf svržen z trůnu a utekl do Dublinu. Zde se Olaf stal jeho králem a pokračoval ve spojenectví s Edmundem. Roku 945 obsadil Strathclyde, ale své právo postoupil skotskému králi Malcolmovi I. Na oplátku spolu podepsali dohodu o vojenském spojenectví. Edmund si tak zajistil bezpečné hranice a mírové spojenectví se Skotskem.
V době jeho vlády docházelo k obnově mnoha klášterů.

## Smrt
Edmund byl zavražděn roku 946 Leofem, vyhoštěným zlodějem. Pořádal právě slavnost v Pucklechurchi, když v davu zahlédl Leofa. Poté, co Leofa odmítl odejít, král a jeho spojenci začali s Leofou bojovat. V této potyčce byli Edmund i Leofa zabiti.
Edmundovým nástupcem se stal jeho bratr Edred. Edmundovi synové Edwy a Edgar se v pozdějším období stali anglickými králi.